# Betong (district)
Betong is een district in de Maleisische deelstaat Sarawak.
Het district telt 62.000 inwoners op een oppervlakte van 1800 km².